# Алешки (Липецкая область)
Але́шки — деревня Борковского сельского поселения Тербунского района Липецкой области.
Селение Алешки существует как минимум с XX века.
Название деревни образовано от диалектного слова алешки — ольховые кусты, ольховники.

## Население
| 2010 |
| ---- |
| 111  |